# Senussi Cave Railway
| Senussi Cave Railway                                                       | Senussi Cave Railway |
| -------------------------------------------------------------------------- | -------------------- |
| Feldbahnen vor der Senussihöhle                                            |                      |
| Nachschubtruppe oberhalb eines Wadis an der Ostseite des Hafens von Tobruk |                      |
| Streckenlänge:                                                             | 0,4 km               |
| Spurweite:                                                                 | 610 mm (2-Fuß-Spur)  |
|                                                                            |                      |

Die Senussi Cave Railway war eine 1941 während der Belagerung von Tobruk errichtete knapp 400 m lange Militär-Schmalspurbahn bei der Senussihöhle in der Nähe von Tobruk, Libyen.

## Geschichte
Die Senussi Cave Railway lag zwischen der Senussihöhle und einer am 28. August 1941 angelegten Militärstraße oberhalb eines Wadis an der Ostseite des Hafens von Tobruk.
Die Senussihöhle war während des Zweiten Weltkriegs von der italienischen Armee mit einem Betongewölbe stabilisiert worden. Im Sommer 1941 wurde sie von britischen und australischen Soldaten erobert und durch die Errichtung der Schmalspurbahn für die Nutzung als Feldlazarett vorbereitet, wurde aber schließlich als bombensicheres Lager verwendet. Sie diente der Infanterie-Kompanie D des Australian Army Service Corps als Bunker zur Einlagerung von bis zu 300 t Munition und Nachschub.

## Fotos

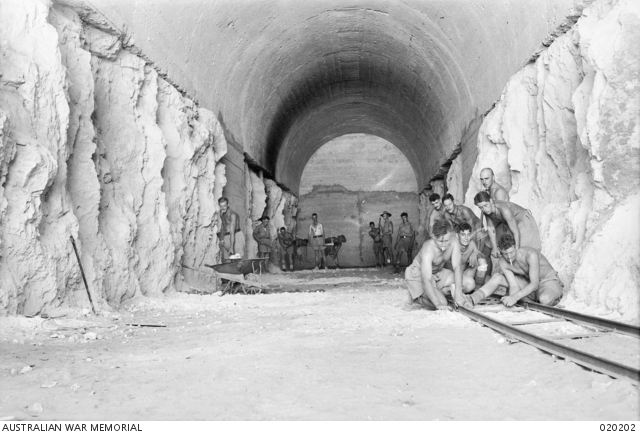
Anfangs als Feldlazarett vorbereitete Senussihöhle
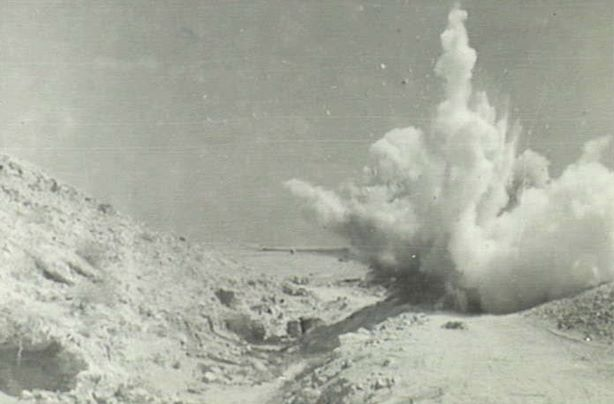
Sprengung beim Anlegen der Militärstraße
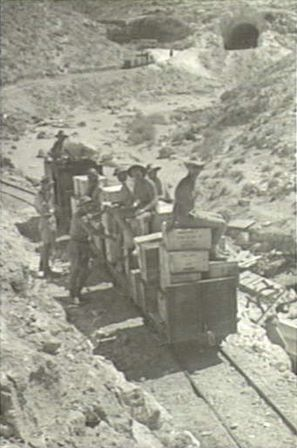
2 Züge vor der Höhle
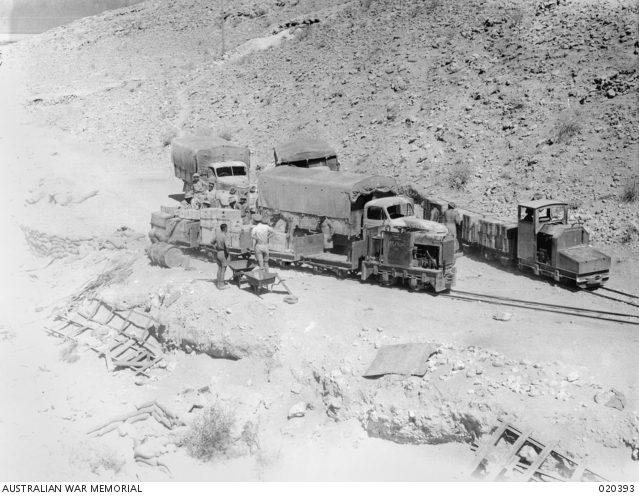
Beladung der Bahn östlich des Hafens

## Schienenfahrzeuge
- 2 Dieselloks
- 6 Loren